# Umberto Fracassini
Umberto Fracassini (Mercatale, 28 gennaio 1862 – Perugia, 30 luglio 1950) è stato uno storico e presbitero italiano.

## Biografia
Nacque a Mercatale, frazione di Cortona, da Antonio Fracassini e Zelinda Puntelli e vi frequentò le scuole elementari, trasferendosi poi a Perugia presso il ginnasio e liceo del locale seminario diocesano durante l'episcopato di Gioacchino Pecci (futuro papa Leone XIII). Nel 1878 si recò a Roma per completare la formazione ecclesiastica, frequentando il Seminario Pio e conseguendo poi la licenza in teologia in utroque iure.
Ordinato sacerdote, nel 1884 ritornò a Perugia e gli fu affidato dall'arcivescovo Federico Foschi l'insegnamento della lingua ebraica e successivamente della sacra scrittura presso il locale seminario, di cui fu nominato nel 1890 rettore. Si distinse come studioso dotato di una solida formazione filologica nonché come sicuro conoscitore delle lingue antiche e moderne, divenendo particolarmente qualificato per la difesa e la pratica del metodo critico-storico applicato agli scritti religiosi. Tenne relazioni presso la Società per gli studi biblici, fondata nel 1896 da Francesco Faberi, e nel 1899 visitò Gerusalemme dove incontrò il biblista francese Marie-Joseph Lagrange, che lo invitò a collaborare alla rivista di esegesi biblica Revue biblique.
Nel gennaio 1903 fu nominato consultore della Commissione biblica da papa Leone XIII ma il suo approccio storico all'esegesi biblica gli portò diverse critiche nel mondo ecclesiastico, in particolare da parte di Alberto Lepidi, Maestro del sacro palazzo apostolico, e dal cardinale Rafael Merry del Val, venendo accusato di contestare la storicità di alcuni dati evangelici e di non riconoscere l'autenticità della casa di Loreto e di altre reliquie.
Fracassini ebbe certamente contatti con altri modernisti italiani come Giovanni Genocchi, Romolo Murri, Ernesto Buonaiuti, Salvatore Minocchi, Alessandro Ghignoni e Giovanni Semeria, che in vari settori operavano per la formazione di una cultura critico-religiosa negli ambiti clericali. Con Genocchi, Ghignoni, Minocchi e Semeria firmò nel 1901 il programma per la pubblicazione di una rivista e tra il 1900 e il 1903 collaborò alla rivista Studi religiosi, tracciando in tre fascicoli una rapida ma documentata storia della critica dei Vangeli nel XIX secolo. Nel 1903 affrontò il tema impegnativo della natura del regno di Dio prendendo posizione nella controversia fra Alfred Loisy e Adolf von Harnack. Nel 1905 scrisse un lungo articolo sull'ispirazione divina dell'antico Israele, pubblicato in apertura alla Rivista storico-critica delle scienze teologiche di Giuseppe Bonaccorsi, e per la stessa rivista scrisse di diversi studi sull'origine del canone dell'Antico e del Nuovo Testamento, sull'azione dello Spirito Santo nel cristianesimo primitivo, sul tema dell'ispirazione scritta e della letteratura epistolare del Nuovo Testamento.
Durante una visita del visitatore apostolico Pietro Paolo dell'Immacolata presso il seminario perugino quest'ultimo espresse un giudizio sommariamente positivo su Fracassini, definendolo "uomo colto, di costumi integerrimi ed assai esemplare nella condotta", pur non risparmiandogli aspre critiche per aver permesso la lettura ai seminaristi di opere di Loisy oltre che di edizioni protestanti di testi sacri; nel seminario di Fracassini infatti si esponevano nell'insegnamento tutte le idee, "perfino le più spinte" secondo Dell'Immacolata, si discuteva di attualità e circolavano opere di Murri, Semeria e Bonomelli, dando quindi al seminario un'impronta fortemente modernista. Queste critiche gli costarono nel 1907 la destituzione da rettore ed insegnante, nonostante il parere contrario dell'arcivescovo di Perugia Dario Mattei Gentili, e quindi Fracassini si ritirò insieme a madre e sorella a Prepo, frazione di Perugia, dove uno dei suoi fratelli era parroco.
Nonostante la destituzione continuò a dedicarsi agli studi storico-biblici, intensificando inoltre i rapporti con altri modernisti. Nell'agosto 1907 partecipò al convegno di Molveno e si recò poi in Francia per incontrare Paul Sabatier. Durante la sua permanenza a Lione venne a conoscenza della pubblicazione dell'enciclica Pascendi Dominici gregis di Pio X e cooperò con altri modernisti italiani per redigere la risposta all'enciclica, Il programma dei modernisti. Risposta all'enciclica di Pio X "Pascendi dominici gregis", curando la prima sezione del volume sui problemi biblico-esegetici; tale sezione fu poi ampiamente rimaneggiata da Buonaiuti e quindi Fracassini non ne volle poi riconoscere la paternità.
Conseguì la libera docenza nel 1911 ed iniziò ad insegnare presso l'Università degli Studi di Roma "La Sapienza", ottenendo nel 1913 la cattedra di storia del cristianesimo alla morte di Baldassarre Labanca. Proprio nel 1913 pubblicò a Perugia L'Impero e il cristianesimo da Nerone a Costantino, analizzando le ragioni che avevano portato alla vittoria del Cristianesimo contro lo Stato romano. Collaborò anche a Rivista degli Studi Orientali e a Logos. Rivista internazionale di filosofia con saggi sulla religione dei Mandei e sull'escatologia cristiana. Nel 1915 risultò terzo al concorso per la successione alla cattedra di Labanca, dietro ad Ernesto Buonaiuti e a Luigi Salvatorelli, per cui decise di trasferire la libera docenza all'Università degli Studi di Firenze, dove ottenne l'incarico per l'insegnamento di storia delle religioni presso l'Istituto di studi superiori. Successivamente nel 1923 tentò invano di vincere il concorso per la cattedra di storia della chiesa all'Università degli Sudi di Napoli Federico II.
Morì a Perugia il 30 luglio 1950.